# 1964 au cinéma
| Années du cinéma : 1961 - 1962 - 1963 - 1964 - 1965 - 1966 - 1967    |
| Décennies du cinéma : 1930 - 1940 - 1950 - 1960 - 1970 - 1980 - 1990 |

Cet article présente les faits marquants de l'année 1964 au cinéma.

## Événements
- 2 juin : l'Union soviétique, mécontente de n'avoir obtenu aucune récompense au Festival de Cannes, publie dans le journal Culture soviétique un article accusant le festival de défendre « les intérêts, l'idéologie, la morale des classes dirigeantes du monde capitaliste » et fustige Les Parapluies de Cherbourg.
- L'Algérie crée le 8 juin le Centre national du cinéma, s'ensuit la Cinémathèque algérienne et une école de cinéma (l'Institut national du cinéma). Le 19 août, le pouvoir en place nationalise tout le circuit d'exploitation cinématographique (380 salles), à l'exception des salles équipées d'un format de projection en 16 mm.
- Le 2 septembre, la projection d'un film japonais intitulé Daydream de Tetsuji Takechi crée le scandale à la Mostra de Venise. Pour cause, le long-métrage est une succession de scènes sadomasochistes très réalistes. La police italienne suspend les manifestations hors-festival pendant plusieurs jours.
- Le 1er octobre, la Commission de contrôle des films cinématographiques refuse son visa à Jean-Luc Godard pour son film intitulé "La Femme mariée" qui ne peut donc sortir en salle. Après s'être entretenu avec le ministre de l'Information, le réalisateur concède le 21 octobre quelques coupures et un changement de titre — La Femme mariée devient Une femme mariée — et le film sera autorisé à l'exploitation.
- À Lisbonne, Vasco Granja, critique cinématographique, et Henrique Espirito Santo, animateur du cinéclub Imagem, passent en jugement le 27 octobre, tous deux poursuivis pour délit d'opinion.
- Le 16 décembre, Pier Paolo Pasolini assiste incognito à un débat sur son film L'Évangile selon saint Matthieu à Notre-Dame de Paris. Son film a reçu de l'Office Catholique International du Cinéma, à la Mostra de Venise, le prix du meilleur film religieux de l'année.
- Ouverture du cinéma Le Médicis, rue Champollion à Paris, le 18 décembre, avec le film Gertrud de Carl Theodor Dreyer.
- Le 26 décembre, la projection du film Zoulou de Cy Endfield est interdite en Afrique du Sud.
- Quatre garçons dans le vent (A Hard Day's Night), premier film des Beatles réalisé par Richard Lester.
- Prima della rivoluzione, film de Bernardo Bertolucci.

## Principales sorties en salles en France
- 1er février : L'Homme de Rio de Philippe de Broca
- 19 février : Les Parapluies de Cherbourg de Jacques Demy
- 4 mars : Le Journal d'une femme de chambre de Luis Buñuel et La Panthère Rose de Blake Edwards
- 10 avril : The Servant de Joseph Losey
- 24 avril : Docteur Folamour (Dr Strangelove) de Stanley Kubrick
- 16 juin : America, America d'Elia Kazan
- 30 juillet : Bons baisers de Russie de Terence Young
- 5 août : Bande à part de Jean-Luc Godard
- 4 septembre : Les Amitiés particulières de Jean Delannoy
- 9 septembre : Le Gendarme de Saint-Tropez de Jean Girault
- Octobre : La nuit de l'iguane de John Huston (6 août aux États-Unis)
- 4 novembre : Fantômas d'André Hunebelle
- 18 décembre : Gertrud de Carl Theodor Dreyer
- 23 décembre : My Fair Lady de George Cukor
- Décembre : Week-end à Zuydcoote, film d’Henri Verneuil.

Voir aussi : Catégorie:Film sorti en 1964

## Principaux films
- À bout portant (The Killers) de Don Siegel, avec Lee Marvin, Angie Dickinson et John Cassavetes
- À tout prendre de Claude Jutra, avec Claude Jutra et Johanne Harrelle
- La rivolta dei barbari de Guido Malatesta

## Festivals

### Cannes
- Ouverture le 29 avril, clôture le 14 mai
- Palme d'or : Les Parapluies de Cherbourg de Jacques Demy
- Prix de la Critique Internationale : La Passagère (Pasazerka) de Andrzej Munk
- Prix d'interprétation féminine : Anne Bancroft pour Le Mangeur de citrouilles (The Pumpkin Eater)
- Prix d'interprétation masculine : Antal Pager pour Alouette (Pacsirta)
- Grand Prix du court-métrage : La Douceur du village de François Reichenbach et Le Prix de la victoire de Nobuko Shibuya

### Autres festivals
- Mostra de Venise : Le Désert rouge de Michelangelo Antonioni obtient le Lion d'or ; deux prix spéciaux récompensent Hamlet de Grigori Kozintsev et L'Évangile selon saint Matthieu de Pier Paolo Pasolini.
- Festival de Berlin : L'Ours d'or du Meilleur film est décerné à Un été sans eau de Metin Ercksam.
- Festival international du film de Karlovy Vary : Le grand prix est décerné au film tchèque J'accuse de Ján Kadár et Elmar Klos.
- Festival international du film de Locarno : L'As de pique de Miloš Forman est couronné du grand prix et révèle le réalisateur au monde entier.

## Récompenses

### Oscars
- My Fair Lady de George Cukor rafle 8 oscars dont meilleur film, meilleur réalisateur, meilleure interprétation masculine pour Rex Harrison.
- Meilleure actrice : Julie Andrews pour Mary Poppins
- Meilleur documentaire long-métrage : Le Monde sans soleil de Jacques-Yves Cousteau.
- Oscar d'honneur : William J. Tuttle, maquilleur.

### Autres récompenses
- Prix Louis-Delluc : Le Bonheur d'Agnès Varda
- Prix Jean-Vigo : La Belle Vie de Robert Enrico

## Box-office
- France :

1. Le Gendarme de Saint-Tropez de Jean Girault
2. Merlin l'Enchanteur (The Sword in the Stone) de Wolfgang Reitherman (production Disney).
3. Bons baisers de Russie (From Russia with love) de Terence Young
4. L'Homme de Rio de Philippe de Broca
5. Fantômas d'André Hunebelle

- États-Unis :

1. Mary Poppins de Robert Stevenson : 45 000 000 $
2. My Fair Lady de George Cukor : 34 000 000 $
3. Goldfinger de Guy Hamilton : 22 998 000 $
4. Les Ambitieux (Carpetbaggers) d'Edward Dmytryk : 15 500 000 $
5. Bons baisers de Russie (From Russia with love) de Terence Young : 9 924 000 $

## Principales naissances
- 5 janvier : Olivier Baroux
- 7 janvier : Nicolas Cage
- 11 janvier : Albert Dupontel
- 22 janvier : María Ellingsen
- 27 janvier : Bridget Fonda
- 27 janvier : Lionel Steketee
- 3 février : Corinne Masiero
- 5 février : Laura Linney
- 18 février : Matt Dillon
- 26 février : Mark Dacascos
- 9 mars : 
  - Valérie Lemercier
  - Juliette Binoche
- 16 mars : Gore Verbinski
- 27 mars : Kad Merad
- 6 avril : İskender Altın
- 7 avril : Russell Crowe
- 18 avril : Rithy Panh
- 20 avril : Andy Serkis
- 24 avril :
  - Djimon Hounsou
  - Hank Azaria
- 4 mai : Rocco Siffredi
- 6 mai : Lucien Jean-Baptiste
- 23 mai : Allan Kayser
- 23 juin : Joss Whedon
- 20 juillet : Dean Winters
- 22 juillet : 
  - Adam Godley
  - John Leguizamo
- 26 juillet : Sandra Bullock
- 2 août : Mary-Louise Parker
- 14 août : Cristi Conaway
- 2 septembre : Keanu Reeves
- 6 septembre : Rosie Perez
- 16 septembre : Rossy de Palma
- 20 septembre : Maggie Cheung
- 22 septembre : Benoît Poelvoorde
- 23 septembre : Bruno Solo
- 30 septembre : Monica Bellucci
- 1er octobre: Déborah Perret
- 3 octobre : Clive Owen
- 8 octobre : Ian Hart
- 9 octobre : Guillermo del Toro
- 14 octobre : David Kaye
- 19 octobre : Agnès Jaoui
- 28 octobre : Mouss Diouf
- 5 novembre : Gabby Concepcion
- 5 novembre : Famke Janssen
- 29 novembre :
  - Don Cheadle
  - Rajiv Jain
- 4 décembre : Marisa Tomei
- 8 décembre : Teri Hatcher
- 19 décembre : Béatrice Dalle
- 25 décembre : Stephen Norrington

## Principaux décès
- 29 janvier : Alan Ladd, acteur
- 23 mars : Peter Lorre, acteur
- 13 avril : Veit Harlan, acteur et réalisateur allemand (° 22 septembre 1899).
- 29 avril : J. M. Kerrigan, acteur et réalisateur irlandais (° 16 décembre 1884).
- 4 juillet : Gaby Morlay, actrice française
- 12 août : Ian Fleming, romancier, créateur du personnage de James Bond
- 28 septembre : Harpo Marx, acteur
- 10 octobre : Guru Dutt, réalisateur, acteur et producteur indien (°1925)
- 2 décembre : Genrikh Oganessian, réalisateur soviétique et arménien (°1er septembre 1918)
- 14 décembre : William Bendix, acteur américain